# Richard Hanna
Richard L. Hanna (Utica, 25 gennaio 1951 – 15 marzo 2020) è stato un politico statunitense, membro della Camera dei Rappresentanti per lo stato di New York dal 2011 al 2017.

## Biografia
Nato a Utica in una famiglia di origini libanesi, Hanna studiò economia e scienze politiche, per poi aderire al Partito Repubblicano.
Dopo aver lavorato per molti anni nell'azienda edile di sua proprietà, nel 2008 Hanna si candidò alla Camera dei Rappresentanti sfidando il deputato democratico in carica Mike Arcuri; Hanna venne sconfitto, ma due anni dopo si candidò nuovamente contro Arcuri e questa volta vinse lui, facendosi eleggere deputato. Venne poi riconfermato nelle tornate elettorali successive, fin quando nel 2016 annunciò la propria intenzione di non chiedere un ulteriore mandato.
Ideologicamente Richard Hanna era ritenuto un repubblicano moderato; si schierò infatti apertamente a favore dei matrimoni omosessuali. Alle presidenziali del 2016 ha dato il suo endorsement alla democratica Hillary Clinton. 
Hanna è morto nel marzo del 2020 dopo una breve malattia.